# Peter Fabritz
Peter Fabritz (* 8. Oktober 1966 in Essen) ist ein deutscher Priester und seit Oktober 2021 in Nachfolge von Günter Assenmacher Offizial des Erzbistums Köln.

## Leben
Fabritz studierte Katholische Theologie in Bochum, Eichstätt und München. Er wurde am 16. Mai 1997 durch Bischof Hubert Luthe in Essen zum Priester geweiht und wirkte danach als Kaplan in Duisburg-Meiderich und Bochum-Wattenscheid. Während dieser Zeit studierte er Kirchenrecht in Münster und erwarb den Titel Lizentiat des Kanonischen Rechts. Ab 2003 war Fabritz Mitarbeiter des kirchlichen Gerichts im Bistum Essen, ab 2015 war er dort Vizeoffizial. Von 2005 an war er als Pfarrer und Pastor in Wattenscheid, Neuenrade und Werdohl-Neuenrade tätig. In 2009 wurde Fabritz mit der Arbeit Sanatio in radice: Historie eines Rechtsinstituts und seine Beziehung zum sakramentalen Eheverständnis der katholischen Kirche an der Ruhr-Universität Bochum promoviert.
Am 1. Oktober 2010 wurde er Pfarrer der Pfarrei Herz Jesu (Oberhausen), im November 2010 auch Stadtdechant von Oberhausen. Auf Bitte von Bischof Franz-Josef Overbeck übernahm Fabritz zum 1. März 2017 die Leitung der Propsteipfarrei St. Clemens in Oberhausen-Sterkrade. Ab Anfang 2021 befand sich Fabritz aus gesundheitlichen Gründen in einer Sabbatzeit, bevor ihn Kardinal Rainer Maria Woelki zum 1. Oktober 2021 als Offizial nach Köln holte. Fabritz’ Nachfolger als Stadtdechant von Oberhausen und Leiter der Propsteipfarrei St. Clemens wurde der Gladbecker Stadtdechant und Propst André Müller.

## Schriften (Auswahl)
- Die tägliche Zelebration des Priesters: eine rechtsgeschichtliche Untersuchung. St. Ottilien 2005, ISBN 3-8306-7212-8 (Lizentiatsarbeit).
- Sanatio in radice: Historie eines Rechtsinstituts und seine Beziehung zum sakramentalen Eheverständnis der katholischen Kirche. Frankfurt am Main 2010, ISBN 978-3-631-60415-1 (Dissertation).